# Doom: Il gioco da tavolo
Doom: Il gioco da tavolo (in inglese Doom: The Boardgame) è un gioco da tavolo americano da due a quattro giocatori (da due a cinque nell'edizione del 2016) creato da Kevin Wilson e pubblicato da Fantasy Flight Games nel 2004. Il gioco è basato sulla serie di videogiochi sparatutto in prima persona di Doom, con estetica dei componenti e del manuale direttamente tratta da Doom 3.
Nel 2005 viene pubblicata un'espansione per il gioco, Doom: The Boardgame Expansion Set, che aggiunge i livelli di difficoltà, nuovi componenti, nuovi scenari e aggiornamenti ad alcune delle regole originali, nonché regole per giocare in modalità Deathmatch e Capture the Flag.
Nel 2005 Fantasy Flight Games pubblica Descent: Viaggi nelle tenebre, il cui regolamento è basato sul gioco da tavolo di Doom. In seguito a ciò, la società sospende la produzione di Doom e la pubblicazione di scenari online per il gioco.
Nel 2016 viene pubblicata da Fantasy Flight Games una nuova edizione, rinominata DOOM: The Board Game, somigliante al videogioco Doom pubblicato lo stesso anno.

## Modalità di gioco
In Doom: Il gioco da tavolo i giocatori si dividono in due squadre: l'Invasore e i Marines. Tutte le miniature dell'Invasore sono controllate da un solo giocatore, mentre i restanti giocatori controllano ognuno la propria miniatura Marine. Prima dell'inizio di ogni partita, i giocatori scelgono lo scenario in cui giocare. Una campagna composta da cinque scenari è inclusa nel gioco base, e una da altrettanti cinque nell'espansione; uno scenario aggiuntivo ufficiale, Blood in the Shadows, è stato pubblicato in seguito da Fantasy Flight Games sul proprio sito web, e molti altri sono stati creati e condivisi dai giocatori, utilizzando in alcuni casi editor di scenari freeware. Per vincere uno scenario, i Marines devono raggiungere l'uscita prima che l'Invasore compia sei frag, nel qual caso è lui a vincere. Un frag all'Invasore ogni volta che un Marine muore. Quando ciò accade, e se il limite di frag non è ancora stato raggiunto, il Marine può rigenerarsi al suo prossimo turno, in una posizione situata fra 8 e 16 caselle di distanza da quella in cui è morto.
Opinione comune è che il gioco sia sbilanciato in favore del’Invasore, specialmente con quattro giocatori. L'autore del gioco, Kevin Wilson, afferma di riuscire a vincere in modo equilibrato a prescindere da quale sia la squadra in cui stia giocando. Come molti giochi da tavolo, è diffusa anche per Doom: Il gioco da tavolo la pratica delle house rules (chiamate mod per adattarsi al tema del videogioco) per bilanciare il gioco a piacimento dei giocatori.

## Scenari

### Campagna (gioco base)
- I: Knee Deep in the Dead
- II: The Shores of Hell
- III: Inferno
- IV: Thy Flesh Consumed
- V: ...and Hell Followed

### Campagna (espansione)
- VI: A Snowball's Chance
- VII: Tangled Webs
- VIII: Breathless
- IX: Through the Mirror Darkly
- X: Closing the Book

### Online
- I: Blood in the Shadows[7]

### Deathmatch (espansione)
- Cloverleaf
- Reactor Core
- Mindbender

### Capture The Flag (espansione)
- Green Plaza
- Roundabout